# Cruce Culta
Cruce Culta (conocido anteriormente como Ventilla) es una localidad boliviana perteneciente al municipio de Challapata de la provincia de Abaroa en el departamento de Oruro. En cuanto a distancia, Cruce Culta se encuentra a 208 km de Oruro, la capital departamental, y a 111 km de Potosí. La localidad forma parte de la Ruta Nacional 1 de Bolivia.  
Según el último censo de 2012 realizado por el Instituto Nacional de Estadística de Bolivia (INE), la localidad cuenta con una población de 1.520 habitantes y está situada a 4.098 metros sobre el nivel del mar.

## Demografía
La población de la localidad se ha duplicado más de 4 veces, aumentando en un 375% en las últimas dos décadas:
| Año  | Población | Fuente |
| ---- | --------- | ------ |
| 1992 | 320       | Censo  |
| 2001 | 1.038     | Censo  |
| 2012 | 1.520     | Censo  |